# Mnemosyne (djur)
Mnemosyne är ett släkte av insekter. Mnemosyne ingår i familjen kilstritar.

## Dottertaxa tillMnemosyne, i alfabetisk ordning[1]
- Mnemosyne alexandri
- Mnemosyne anoriensis
- Mnemosyne apicifumata
- Mnemosyne araguensis
- Mnemosyne arenae
- Mnemosyne bergi
- Mnemosyne bettotana
- Mnemosyne bornensis
- Mnemosyne braziliensis
- Mnemosyne camerunensis
- Mnemosyne cixioides
- Mnemosyne colombiae
- Mnemosyne comata
- Mnemosyne consoleae
- Mnemosyne cubana
- Mnemosyne dohertyi
- Mnemosyne dominicensis
- Mnemosyne ecuadorana
- Mnemosyne efferata
- Mnemosyne evansi
- Mnemosyne fasciata
- Mnemosyne ferrea
- Mnemosyne flavicollis
- Mnemosyne frontistriata
- Mnemosyne fuscinervis
- Mnemosyne granulata
- Mnemosyne hirata
- Mnemosyne hirta
- Mnemosyne kedaha
- Mnemosyne kutariensis
- Mnemosyne lamabokensis
- Mnemosyne laticara
- Mnemosyne lefiniensis
- Mnemosyne levata
- Mnemosyne lifiniensis
- Mnemosyne mabarumensis
- Mnemosyne musca
- Mnemosyne oblongostriata
- Mnemosyne ophirensis
- Mnemosyne pahangensis
- Mnemosyne perakensis
- Mnemosyne pernambucoensis
- Mnemosyne philippina
- Mnemosyne planiceps
- Mnemosyne pseudofasciata
- Mnemosyne punctipennis
- Mnemosyne simula
- Mnemosyne sulawesiensis
- Mnemosyne tenensis
- Mnemosyne vegensis